# Ilam (Népal)
Pour les articles homonymes, voir Ilam (homonymie).
Ilam est le chef lieu du district d'Ilam, au Népal. Elle est connue pour sa production de thé. Au recensement de 2011, la ville comptait 18 633 habitants.